# Kresy
Trong thời kỳ Giai đoạn giữa hai cuộc chiến tranh, vùng đất này là một phần vô cùng quan trọng trong lịch sử Ba Lan do có một cộng đồng người thiểu số Ba Lan khá lớn trong lịch sử. Vùng đất này sở dĩ khá quan trọng với văn hóa và lịch sử Ba Lan bởi vì sự phát triển và lớn mạnh của Ba Lan có đóng góp không nhỏ của vùng này. Vùng này được biết tới với tên khác là "Kresy Wschodnie" để phân biệt với "Kresy Zachodnie" vốn ít biết tới hơn so với Kresy Wschodnie.
Theo Zbigniew Gołąb, Kresy được mượn từ tiếng Đức "kreis", mà thời Trung Cổ được biết tới là Kreislinie, Umkreis, Landeskreis. Ba Lan bắt đầu phát triển và mở rộng lãnh thổ từ thế kỷ thứ X và XI khi vua Bolesław I Chrobry can thiệp vào Rus' Kiev để giúp phục hồi vị trí ngai vàng của người anh em bởi nội loạn bấy giờ ở Kiev. Năm 1340, vùng Ruthenia Đỏ rơi vào tay Ba Lan và khi Liên bang Ba Lan và Lietuva được lập, ngày càng nhiều người Ba Lan di cư để đồng hóa khu vực này, và nó tiếp tục cho tới khi Nga xâm lược và phân chia Ba Lan từ 1772 tới 1795. Dưới sự cai trị hà khắc của Đế quốc Nga, người Ba Lan đã vùng lên nổi dậy chống Nga, và phần phía đông đó chính là một khu vực mà những chính khách, lãnh tụ giỏi của Ba Lan ra đời. Vì tầm quan trọng của nó, đế chế Nga tiến hành bắt bớ, đày sang Xibia và ép buộc người Ba Lan trong chính sách Nga hóa, cũng như làm suy yếu giáo dục Ba Lan trong vùng để kiểm soát người Ba Lan. Nó sẽ còn tiếp tục cho tới 1919.
Khi Đế quốc Nga sụp đổ, người Ba Lan đã vùng lên giành độc lập cho đất nước, nhưng mục tiêu chiếm Kresy của Ba Lan gặp vấn đề bởi xung đột với Ukraina, Nga Xô viết và Litva. Ba Lan chiến thắng cả ba cuộc chiến, giành độc lập và chiếm được vùng Kresy ngày nay. Sau khi chiếm vùng này, Ba Lan tiến hành đồng hóa người bản địa Ukraina, Nga và Litva trong vùng, và nó đã xách động bất ổn ở vùng Galicia khi người Ukraina kháng cự Ba Lan quyết liệt. Liên Xô, vốn bao gồm Belarus và Ukraina, lập ra hai khu tự trị Ba Lan trong vùng nhưng sau khi Chiến dịch Ba Lan của Bộ Dân ủy Nội vụ Liên Xô diễn ra, Liên Xô bắt giữ hàng loạt người Ba Lan, cũng như đày họ sang Kazakhstan.
Vùng Kresy tiếp tục ở trong tay Ba Lan cho tới năm 1939, khi người Nga Xô viết Cuộc tấn công Ba Lan (1939). Người Ba Lan bị buộc phải di cư cưỡng bức, đi đày khi Đức Quốc Xã và Liên Xô xóa sổ sự tồn tại của Ba Lan. Sau đó, vùng này được người Nga sáp nhập trước khi Đức xâm lược Liên Xô. Sau đó, khi Đức xâm lược, nó là một phần của Đại Đức cho tới khi người Nga quay trở lại và năm 1943 và 1944. Tháng 1 năm 1944, Liên Xô yêu cầu đường biên giới với Ba Lan trở về giống như biên giới năm 1919 (tức là Ba Lan phải trả lại vùng Kresy cho Belarus và Ucraina) tại Hội nghị Potsdam. Chính phủ Ba Lan lưu vong phản đối kịch liệt việc người Nga thay đổi biên giới. Vì lợi ích, các cường quốc mặc kệ Ba Lan để chia lời. Sau khi kết thúc Chiến tranh thế giới thứ hai, người Nga buộc họ phải di cư sang những vùng biên giới lấy được từ Đức theo một quy trình cưỡng bức di cư bắt buộc. Nhiều người bị tấn công, mất cắp và tài sản bị phá hoại một cách có chủ ý bởi người Nga và người dân Ucraine địa phương.
Sau khi hết chiến tranh, những người Cộng sản Ba Lan bị những người dân tộc chủ nghĩa Ba Lan chỉ trích vì việc nhượng vùng Kresy cho Nga, và bản thân Władysław Gomułka, thủ lĩnh cộng sản đầu tiên của Cộng hòa Nhân dân Ba Lan cũng hiểu điều này, khi người Ba Lan tị nạn tại những vùng lãnh thổ nhượng từ Đức thường nhắc đến việc trở về Lwów và các thành phố các thuộc về Kresy, và người Đức trở về Silesia, nơi mà họ cho rằng các nước Đồng minh phương Tây sẽ đánh bại người Nga. Một câu nói bấy giờ là "Một quả bom nguyên tử, và chúng ta sẽ trở về Lwów" ("Jedna bomba atomowa i wrócimy znów do Lwowa"). Người Ba Lan tại những vùng đất thuộc về Đức xưa luôn không chắc chắn về số phận cho tới những năm 1970, nên đã khiến vùng Hạ Silesia gần như hoang phế. Vào năm 1959, người Đức viết báo cáo cho rằng người Ba Lan đã hủy hoại vùng này. Theo giáo sư Zdzisław Mach của Đại học Jagiellonia, người Ba Lan vì bị cưỡng ép di cư sang phía Tây, nên không biết số phận thế nào, đành bỏ mặc nó mặc dù có khá nhiều tiềm năng. Bản thân chế độ Cộng hòa nhân dân Ba Lan cũng không đầu tư cho nó vì không biết số phận vùng này sẽ thế nào, cho tới những năm 1970 khi căng thẳng Đông-Tây bắt đầu hạ nhiệt. Vì vậy, mới có chuyện rằng người Ba Lan "gói ghém hành lý và sống trong túi, chờ ngày về phía Đông".

## Những người nổi tiếng sinh ra ở Kresy
- Tadeusz Borowski
- Joseph Conrad
- Ignacy Domeyko
- Hugo Kołłątaj
- Tadeusz Kościuszko
- Stanisław August Poniatowski
- Ernest Malinowski
- Adam Mickiewicz
- Józef Klemens Piłsudski
- Edward Rydz-Śmigły
- Jan III Sobieski

## Ngày nay

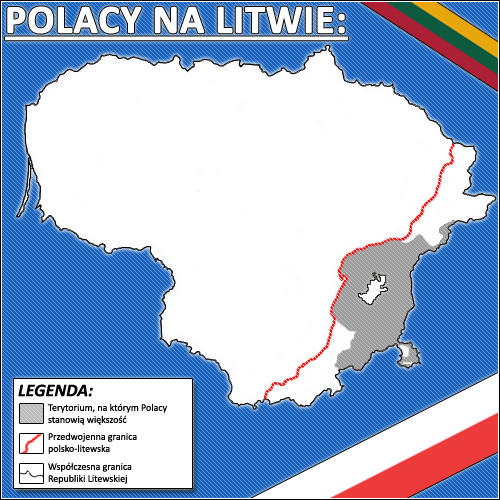
Vùng xám là nơi người Ba Lan chiếm đa số. Biên giới đỏ là biên giới trước đây của Ba Lan và Litva.

Người Ba Lan tại vùng này thuộc về Ukraina, Litva và Belarus vẫn là những cộng đồng hải ngoại lớn của Ba Lan ở trong khu vực. Người Ba Lan là dân thiểu số lớn nhất Litva, lớn nhì Belarus và đông đảo ở Ukraina. Sở dĩ có nhiều người Ba Lan ở Litva và Belarus là do cuộc Thảm sát người Ba Lan ở Volhynia và Đông Galicia ở Ukraina. Có rất nhiều cộng đồng dân tộc thiểu số Ba Lan hoạt động thành các hội tại cả ba nước và thường tổ chức các chuyến đi cho trẻ con Ba Lan và người Ba Lan khác sang Ba Lan để tuyên truyền mạnh mẽ về văn hóa tại vùng Kresy. Phim ảnh, sách báo liên quan tới Kresy cũng khá phổ biến. Tháng 12 năm 2010, Đại học Wroclaw tổ chức một hội nghị Giáng sinh qua đó nhắc nhiều tới vùng Kresy này. Việc phục hưng văn hóa Ba Lan trong vùng cũng khá phổ biến như là sửa sang lại nhà thờ Công giáo La Mã ở Ukraina, Belarus và Litva. Năm 2007, hơn 700 giáo viên Ba Lan dạy học tại vùng thuộc Kresy xưa. Năm 2011, hơn hàng nghìn người Ba Lan tham gia tu sửa nghĩa trang ở Ukraina.
Nhiều di sản văn hóa Ba Lan vẫn còn nằm lại ở đó, như Thư viện Wróblewski ở Vilnius, Ossolineum ở Lviv. Theo Adolf Juzwenko, Ba Lan đã tìm cách di dời di sản văn hóa của mình ở Lviv từ năm 1945, nhưng chỉ di dời được 200.000 chương do người Nga cấm việc di dời nó.
Ký ức về vùng này vẫn còn nặng với người Ba Lan. Những thành phố mà người Ba Lan di cư từ phía Đông trú ngụ tại Ba Lan vẫn thường được gán với liên hệ với những thành phố họ ra đi, như Wrocław được biết tới là "thành phố liên kết với Lviv" trong khi Toruń, Gdańsk và Olsztyn được gọi là "thành phố liên kết với Vilnius". Ngoài ra có cả Hội quốc tế về người Ba Lan Kresy.

### Cái nhìn từ Belarus, Ukraine and Litva
Cả ba nước này đều có lịch sử tranh chấp với Ba Lan, nên cái nhìn về vùng Kresy Wschodnie từ họ là khá tiêu cực. Theo Wojciech Ślesicki, nó có tính chất quá Ba Lan và mang tính Ba Lan cực đoan hơn và khiến người Belarus cảm thấy không dễ chịu và thoải mái.
Tuy nhiên, nó khá tiêu cực ở Ukraina hơn Belarus. Do sử liệu Belarus khá hạn chế và ít ỏi về thông tin, nên liên tưởng về vùng Kresy thường chỉ có vỏn vẹn ở một trang từ điển bách khoa toàn thư của nước này. Với Ukraina, những mâu thuẫn lịch sử của Ukraina và Ba Lan khiến cho nước này coi Ba Lan như kẻ thù. Đây cũng là quan điểm của Litva vì quá khứ bất ổn của hai nước này trước đây.

## Liên kết nguồn
- Kresy.pl - The Biggest Polish Kresy Portal
- Commonwealth of Diverse Cultures: Poland's Heritage Lưu trữ ngày 24 tháng 6 năm 2011 tại Wayback Machine
- Eastern Borderlands of Poland (in English)
- Polish maps of present-day Western Ukraine and Belarus (1930s)
- Virtual Commonwealth - Eastern Borderlands Lưu trữ ngày 17 tháng 4 năm 2021 tại Wayback Machine
- Virtual Tour of Kresy Lưu trữ ngày 26 tháng 2 năm 2018 tại Wayback Machine
- Volhynia in the Interwar Period
- An extensive digital collection of Kresy-oriented historic publications
- MojeKresy.pl The newest Polish Kresy Portal